# Leo Alexander
Leo Alexander (11 octobre 1905 - 20 juillet 1985) est un psychiatre, neurologue, éducateur et auteur américain d'origine juive autrichienne. Il est l'un des principaux conseillers médicaux lors des procès de Nuremberg. Alexander écrit une partie du Code de Nuremberg, qui fournit des principes juridiques et éthiques pour l'expérimentation scientifique sur les humains.

## Biographie
Né à Vienne, en Autriche-Hongrie, il est le fils d'un médecin. Il est diplômé de la faculté de médecine de l'université de Vienne en 1929, interne en psychiatrie à l'université de Francfort, puis émigre aux États-Unis en 1933. Il enseigne dans les facultés de médecine de l'Université Harvard et de l'Université Duke. Pendant la guerre, il travaille en Europe sous la direction du Secrétaire à la Guerre des États-Unis, Robert P. Patterson, en tant qu'enquêteur médical de l'armée avec le grade de major. Après la guerre, il est nommé conseiller médical en chef de Telford Taylor, le chef du conseil américain pour les crimes de guerre, et participe aux procès de Nuremberg en novembre 1946. Il conçoit les principes du Code de Nuremberg après avoir observé et documenté des expériences médicales SS allemandes à Dachau, et des cas de stérilisation et d'euthanasie. Alexander écrit plus tard que "la science sous la dictature devient subordonnée à la philosophie directrice de la dictature".
Plus tard, il est professeur adjoint de clinique de psychiatrie à l'école de médecine de l'Université Tufts, où il reste pendant près de 30 ans. En tant que consultant pour le département de police de Boston, Alexander joue un rôle déterminant dans la résolution de l'Affaire de l'étrangleur de Boston. Il dirige le Multiple Sclerosis Center du Boston State Hospital, où il fait des recherches sur la sclérose en plaques et étudie la neuropathologie. Il organise le traitement de 40 victimes des camps de concentration nazis allemands à qui Josef Mengele a injecté un précurseur de la gangrène gazeuse et leur fournit une thérapie psychiatrique. Alexander écrit plusieurs livres sur la psychiatrie et la neuropathologie et invente les termes de thanatologie - définie comme l'étude de la mort - et de kténologie - la science du meurtre.
Alexander est l'un des principaux partisans de la thérapie électroconvulsive (choc) et de la thérapie de choc à l'insuline. Selon le psychiatre Peter Breggin, Alexander - qui est de formation allemande et germanophone - est également un des premiers eugénistes, et l'échec du procès des médecins à traduire les psychiatres en justice est dû en partie au fait qu'Alexandre était l'enquêteur en chef.
Alexander est décédé d'un cancer en 1985 à Weston, Massachusetts.